# Sant Rafael de Bolvir
Sant Rafael de Bolvir és una església de Bolvir (Baixa Cerdanya) protegida com a Bé Cultural d'Interès Local.

## Descripció
L'oratori de Sant Rafael es tracta d'una petita capella de camí que conserva únicament les quatre parets. La coberta no s'ha conservat, segurament devia ser a doble vessant. La factura és de pedra local (esquistos) lligada amb calç. És de planta quadrangular aproximadament de dos metres de costat. A la façana s'observa una porta rectangular sobre la qual hi ha una petita finestra d'arc de mig punt. La paret de façana està afegida posteriorment a la construcció de la capella que devia ser oberta en origen. L'interior conserva en alguns punts l'arrebossat així com una finestra de mig punt. La finestra fa funció de fornícula per situar la imatge del sant. A la base té tres lloses de pissarra i és d'arc de mig punt.